# Rihards Zariņš
Rihards Zariņš (ook wel Richards Zarriņš of Richard Sarrinsch in Duitstalige landen; Kocēni, 27 juni 1869 – Riga, 21 april 1939) was een Letse kunstenaar.
Na studies in Letland, Sint-Petersburg, Berlijn, München, Wenen en Parijs werkte hij tussen 1899 en 1919 bij de Keizerlijke Drukkerij in Sint-Petersburg, vanaf 1905 als technisch directeur. In 1919 keerde hij terug naar Letland, dat zojuist onafhankelijk was geworden. Daar werd hij benoemd tot directeur van de staatsdrukkerij. Dat bleef hij gedurende meer dan veertien jaar; in het begin van 1934 ging hij met pensioen. Na een beroerte kon hij niet meer spreken, maar hij bleef tekenen tot de laatste dag van zijn leven.
Zariņš maakte veel schilderijen en illustraties voor onder meer boeken. Ook ontwierp hij Russische bankbiljetten. Hij ontwierp ook postzegels voor Rusland, de Sovjet-Unie (de eerste zegels van de Sovjet-Unie, de zogenaamde ‘kettingbrekerzegels’, zijn van zijn hand), Wit-Rusland en het onafhankelijke Letland. Voor Letland ontwierp Zariņš ook het nieuwe Letse wapen (1918) en de nieuwe Letse muntstukken (1922).

## Enkele door Zariņš ontworpen postzegels

Wapen van Letland

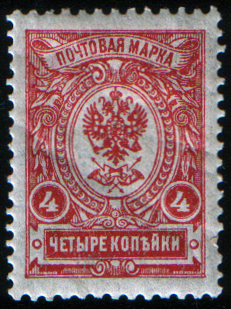
Rusland, 1909
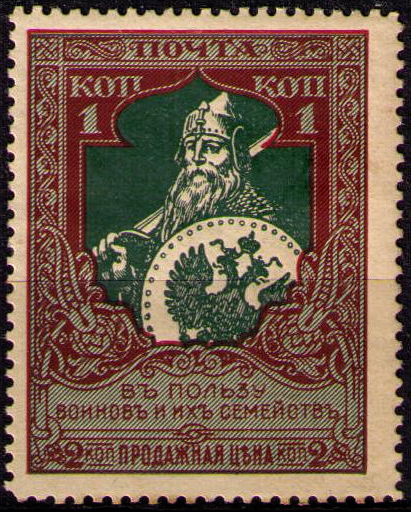
Rusland, 1914
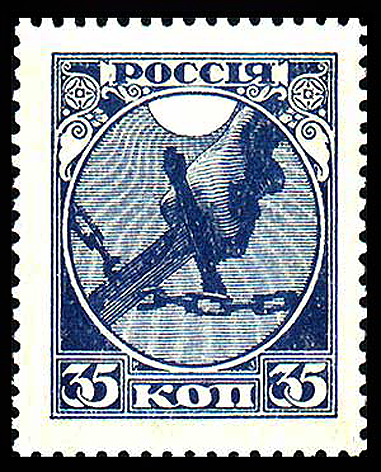
Sovjet-Unie, 1918
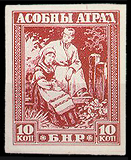
Wit-Rusland, 1920
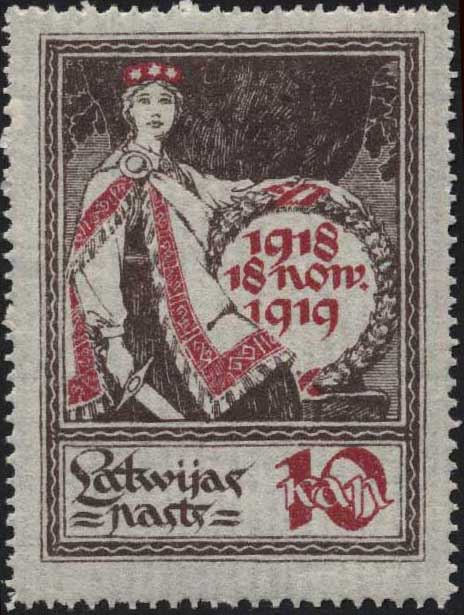
Letland, 1919
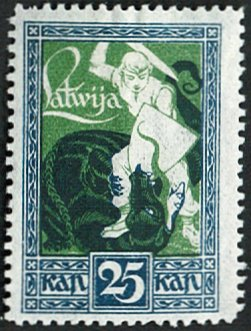
Letland, 1919
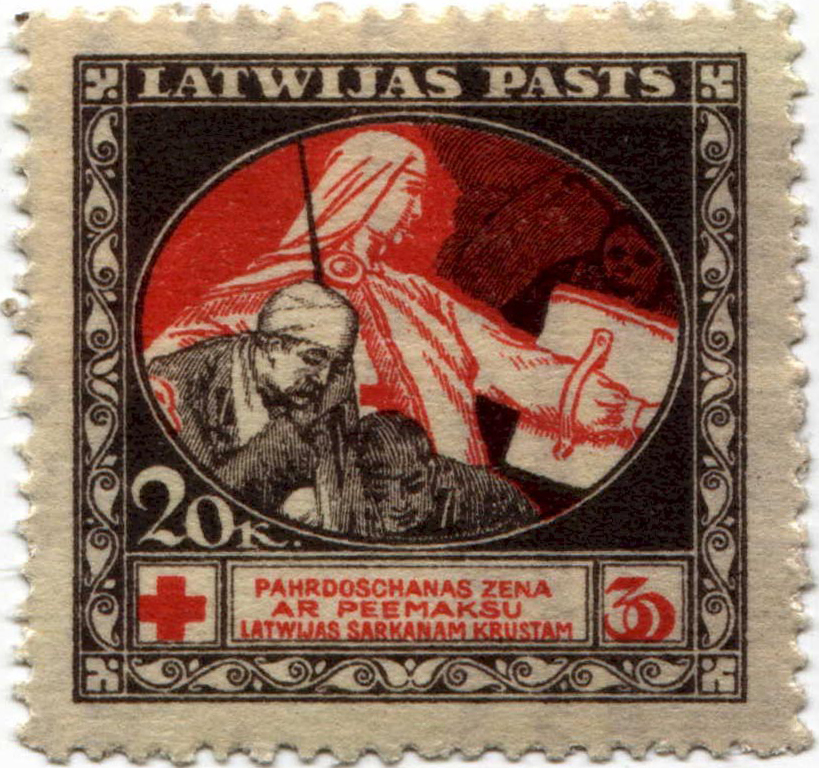
Letland, 1920
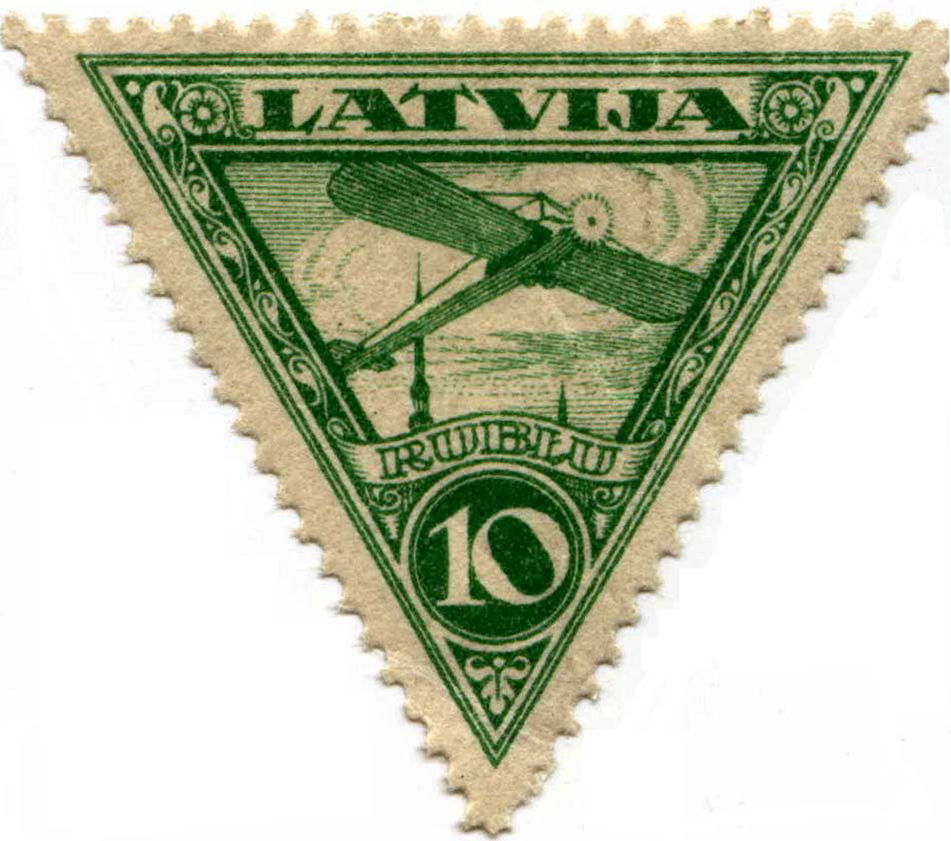
Letland, 1921
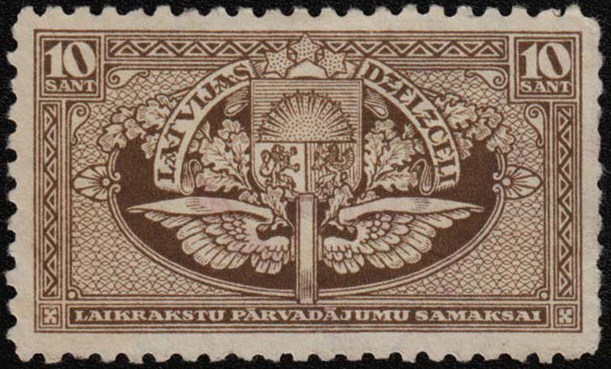
Letland, 1926

- Gemeinsame Normdatei: 129530697
- International Standard Name Identifier: 0000 0000 6680 503X
- Library of Congress Control Number: nb2016004238
- Nationale Bibliotheek van Letland: 000005566
- Système universitaire de documentation: 237690144
- Union List of Artist Names: 500121503
- Virtual International Authority File: 13390790
- WorldCat: E39PBJy8wpvmCcvMHBvftqDjG3